# Vitläppad skivsnäcka
Vitläppad skivsnäcka (Anisus leucostoma) är en snäckart som först beskrevs av Pierre-Aimé Millet 1813.  Vitläppad skivsnäcka ingår i släktet Anisus, och familjen posthornssnäckor. IUCN kategoriserar arten globalt som livskraftig. Arten är reproducerande i Sverige.